# Nick Marino
Pour les articles homonymes, voir Marino.
Nick Marino est le pseudonyme collectif des écrivains américains Richard Deming et Will Oursler.

## Biographie
Will Oursler utilise le pseudonyme de Nick Marino pour signer un premier roman mettant en scène Mike Macauley : One Way Street (1952). Un second titre intitulé City Limits est publié en 1958. « Ce dernier roman a été en fait écrit par Richard Deming à partir d'un canevas de Will Oursler ». Ce titre est traduit en France dans la collection Inter-Police par Jacques Vertan sous le titre Bagarre chez les call-girls en 1959.

## Œuvre

### Romans policiers signés Nick Marino

#### SérieMike Macauley
- One Way Street (1952)
- City Limits (1958) Publié en français sous le titre Bagarre chez les call-girls, traduction de Jacques Vertan, Paris, Presses internationales, coll. Inter-Police no 9, 1959.

## Sources
- Jacques Baudou et Jean-Jacques Schleret, Les Métamorphoses de la chouette : Détective-club, Paris, Futuropolis, 1986, 191 p. (ISBN 978-2-7376-5488-6), p. 112-113.